# Schaefferiana epigramma
Schaefferiana epigramma är en fjärilsart som beskrevs av Herrich-Schäffer 1854. Schaefferiana epigramma ingår i släktet Schaefferiana och familjen rotfjärilar. Inga underarter finns listade i Catalogue of Life.